# مازو (اندیمشک)
{{Infobox settlement
|official_name=مازو (ایران)
|settlement_type=روستا
|pushpin_map=Iran
|mapsize=150px
|subdivision_type=کشور
|subdivision_name= ایران|subdivision_type1=استان
|subdivision_name1=استان خوزستان
|subdivision_type2=شهرستان
|subdivision_name2=شهرستان اندیمشک
|subdivision_type3=بخش
|subdivision_name3=بخش الوار گرمسیری
|subdivision_type4=دهستان
|subdivision_name4=دهستان مازو
|leader_title=
|leader_name=
|established_title=
|established_date=
|area_total_km2=
|area_footnotes=
| population_as_of        = سرشماری ۱۳۹۵
|population_total=۴۹۸
|population_density_km2=auto
|timezone=ساعت رسمی ایران
|utc_offset=+۳:۳۰
|timezone_DST=ساعت رسمی ایران
|utc_offset_DST=+۴:۳۰
|coordinates=۳۲°۴۷′۲۸″ شمالی ۴۸°۳۰′۱۵″ شرقی / ۳۲٫۷۹۱۱۱°شمالی ۴۸٫۵۰۴۱۷°شرقی|elevation_m=
|area_code=
|website=
|footnotes=
مازو در دهستان مازو واقع شده‌است. براساس سرشماری مرکز آمار ایران در سال ۱۳۹۵، مازو ۴۹۸ نفر جمعیت دارد.